# Smith Ridge, Östantarktis
Smith Ridge är en bergstopp i Antarktis. Den ligger i Östantarktis. Australien gör anspråk på området. Toppen på Smith Ridge är 1 meter över havet.
Terrängen runt Smith Ridge är platt åt nordväst, men åt sydost är den kuperad. Trakten är obefolkad. Det finns inga samhällen i närheten.